# Landeleau
Landeleau (bret. Landelo) – miejscowość i gmina we Francji, w regionie Bretania, w departamencie Finistère.
Według danych na rok 1990 gminę zamieszkiwało 1028 osób, a gęstość zaludnienia wynosiła 34 osoby/km² (wśród 1269 gmin Bretanii Landeleau plasuje się na 568. miejscu pod względem liczby ludności, natomiast pod względem powierzchni na miejscu 272.).